# Зеленко, Анатолий Степанович
Анато́лий Степа́нович Зеленко (16 июня 1935, Нежин Черниговской области, УССР) — советский украинский лингвист, доктор филологических наук с 1992, профессор с 1994. Отличник образования Украины (1999), заслуженный работник образования Украины (2004).

## Биография
Окончил в 1957 году Нежинский государственный университет имени Николая Гоголя. Работал в Ивано-Франковском педагогическом институте (1957—1972). С 1972 года — в Луганском педагогическом институте (ныне Луганский национальный университет): старший преподаватель, с 1993 года — заведующий кафедрой украинской филологии и общего языкознания.
Исследует диалектную лексику, её связи с традиционной культурой, ментальностью. Автор нескольких монографий, в частности:
- «К вопросу о становлении структурной семасиологии», 1992;
- «Проблемы семасиологии от классической описательной через структурную к лингвистическому детерминизма», 2001;
- «Общее языкознание. История лингвистических учений. Аспекты, методы, приемы и процедуры изучения языка», руководство (2002).
- «Основы лексикологии под углом зрения лингвистического детерминизма», 2003).

Автор более 120 опубликованных статей по истории языкознания, лексикографии, лингвостилистики.
Написал ряд пособий для университетов по теории, методологии языкознания, лексикологии, диалектологии.
Соавтор «Краткого словаря предпринимателя» (1998), составитель «Украинской энциклопедии юного филолога» (2000).